# Truppenübungsplatz Nowo Selo

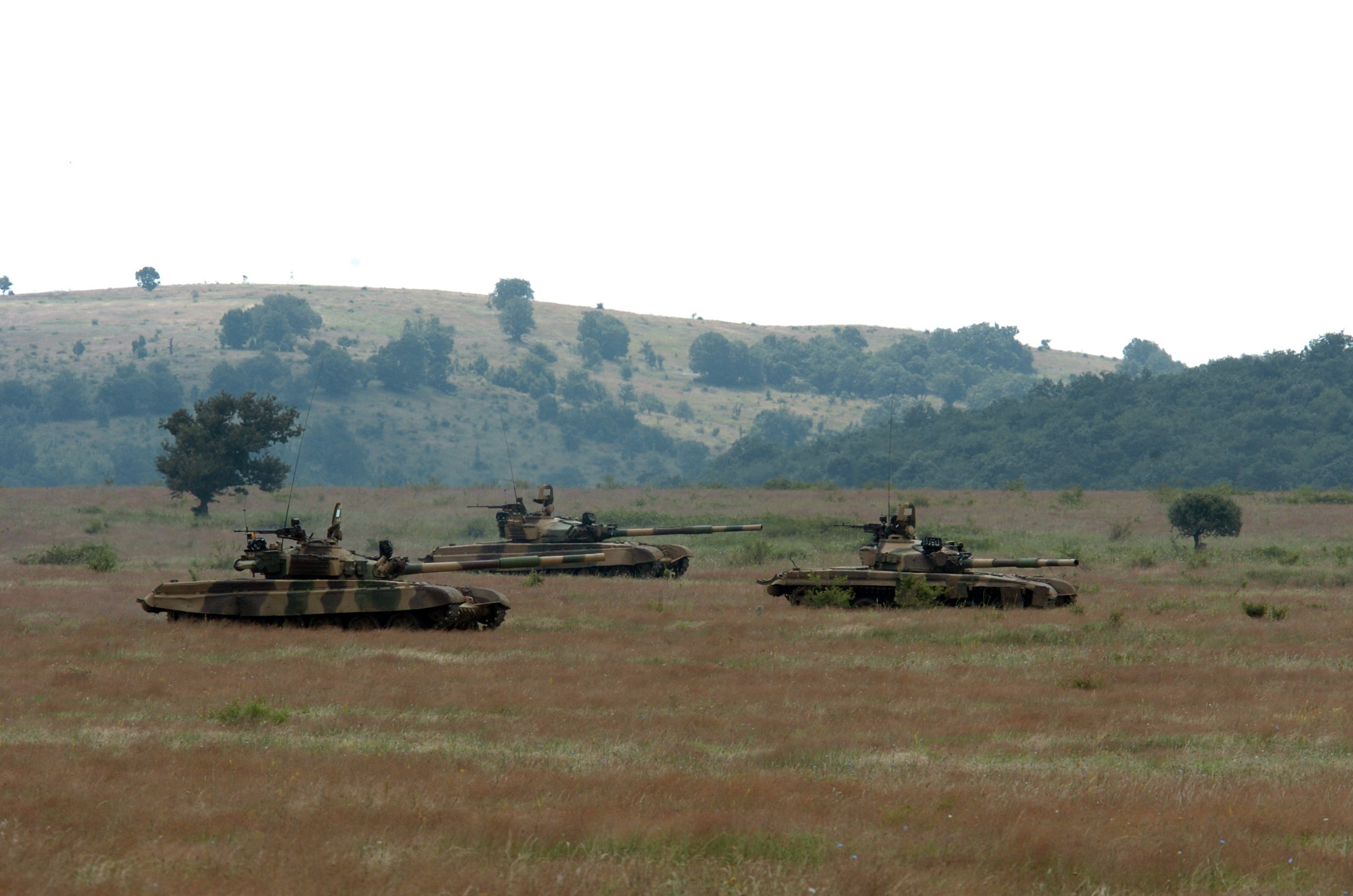
Bulgarische T-72-Panzer auf dem Übungsplatz

Der Truppenübungsplatz Nowo Selo (englisch Novo Selo Range) bei Nowo Selo (bulgarisch Ново село) ist ein Truppenübungsplatz der bulgarischen Armee, der 1962 angelegt wurde. Derzeit wird er auch als Militärbasis der Vereinigten Staaten in Bulgarien und von den Armeen anderer NATO-Länder genutzt. Er hat eine Fläche von 144 km².